# Ars organi sisciae
Međunarodni orguljaški festival Ars Organi Sisciae održava se od 2007. godine na području Sisačke bikupije tijekom svibnja i/ili lipnja u organizaciji Hrvatske udruge Ars Organi Sisciae s ciljem osvještavanja i senzibiliziranja o vrijednosti orguljaške baštine, kao i potrebe za obnovom, zaštitom i očuvanjem tradicije orguljanja stare gotovo 300 godina.
U okviru festivalskog programa prezentirane su orgulje u crkvama u Sisku, Petrinji, Glini, Hrvatskoj Kostajnici, Selima, Žažini, Pešćenici, Veleševcu, Martinskoj Vesi, Voloderu i Ivanić-Gradu. Uz koncerte eminentnih domaćih i međunarodnih orguljaša, instrumentalista i pjevača, na festivalu se predstavilo nekoliko generacija studenata orgulja na Muzičkoj akademiji Sveučilišta u Zagrebu. Festivalski program povremeno uključuje i izložbe, muzikološke skupove, produkcije i predstavljanja nosača zvuka orgulja Sisačke biskupije.

## Programi festivala
2007. – 1. Ars Organi Sisciae / Župna Crkva Sv. Marija Magdalena - Sela-Sisak - orgulje J. F. Jenechek, 1777.
Goran Končar, violina - Edmund Andler-Borić, orgulje // Reitze Smits, orgulje (Nizozemska) // Renata Bauer, orgulje (Slovenija) // Tamara Felbinger, sopran - Mario Penzar, orgulje
2008. – 2. Ars Organi Sisciae / Sisak, Sela, Martinska Ves
Johann Trummer, orgulje (Austrija) - Ivan Slipčević & Vedran Kolac, multimedija // Valentina Fijačko, sopran - Pavao Mašić, orgulje // Hana Bartošová, orgulje (Češka)
Stanko Arnold, truba (Slovenija) - Ljerka Očić, orgulje
2009. – 3. Ars Organi Sisciae / Sisak, Sela, Martinska Ves
Branko Mihanović, oboa - Edmund Andler-Borić, orgulje // Avi Avital, mandolina - Yizhar Karshon, čembalo (Israel) // Winfried Kleindopf, orgulje (Njemačka) // Bernhard Klapprott, orgulje (Njemačka) // Hvalimira Bledšnajder, orgulje - Tomislav M. Špoljar, truba // Tihana Herceg, mezzosopran - Mario Penzar, orgulje // Laura Vadjon, violina- Krešimir Has, orgulje i čembalo
2010. – 4. Ars Organi Sisciae / Župna Crkva Sv. Marija Magdalena - Sela-Sisak - orgulje J. F. Jenechek, 1777. // Župna Crkva Sv. Martina biskupa - Martinska Ves - 
orgulje M. Heferer, 1882.
Pjevački kvintet HORVAT -Višeslav Jaklin, orgulje // Ljerka Očić, orgulje // Pieter van Dijk, orgulje (Nizozemska)
2011. – 5. Ars Organi Sisciae / Sisak, Sela, Stara Drenčina, Žažina, Pešćenica, Martinska Ves
Margareta Klobučar, sopran - Christian Iwan, orgulje (Austrija) // Tihana Herceg-Ivšić, mezzosopran - Mario Penzar, orgulje – Hrvatska // Saša Čano, bas - Renata Bauer, orgulje (Slovenija) // Ana Butković, flauta - Edmund Andler-Borić, orgulje // Mayumi Kamei, sopran - Ljerka Očić, orgulje
2012. – 6. Ars Organi Sisciae / Sisak, Sela, Žažina, Pešćenica, Martinska Ves 
Mirko Jankov, orgulje // Marin Zokić, truba - Edmund Andler-Borić, orgulje // Krešimir Has, orgulje i čembalo // Kolaudacija novopostavljenih orgulja - Župna crkva Sv. Kvirina – Sisak - Vlatko Šporčić, truba - Edmund Andler-Borić, orgulje // Ulrich Walther, orgulje – Austrija // Krešimir Fabijanić, truba - Gorana Vidnjević, orgulje
2013. – 7. Ars Organi Sisciae / Sisak, Martinska Ves, Veleševec, Žažina, Sela
G/-oran Končar, violina - Edmund Andler-Borić, orgulje // Ana Butković, flauta - Darko Kristović, orgulje // Milan Hibšer, orgulje // Dario Teskera, truba - Pavao Mašić // Pavel Kohout, orgulje (Češka) // Laura Vadjon, violina - Krešimir Haa, čembalo // HPD Slavulj Petrinja - Krešimir Has, orgulje
2014. – 8. Ars Organi Sisciae / Sisak, Voloder, Martinska Ves, Sela, Hrvatska Kostajnica
Zoltán Borbély, orgulje (Vojvodina) // Muzička akademija Zagreb, studenti iz klase red. prof. Ljerke Očić // Edmund Andler-Borić, orgulje // Marin Zokić, truba - Edmund Andler-Borić, orgulje // Augustin Mršić, viola da gamba - Mario Penzar, čembalo // Neven Kraljić, orgulje // HPD Slavulj Petrinja - Josip degl´Ivellio, dirigent - Krešimir Haas, orgulje
2015. – 9. Ars Organi Sisciae / Sisak, Voloder, Sela, Martinska Ves, Hrvatska Kostajnica, Zrin, Gora
Nikolina Pinko Behrends, sopran - Stanislav Šurin, orgulje (Slovačka) // Antonia Dunjko, sopran - Igor Mrnjavčić, truba - Edmund Andler-Borić, orgulje // Pavao Mašić // Dario Cepić, truba - Edmund Andler-Borić, orgulje // Muzička akademija Zagreb, studenti iz klase red. prof. Maria Penzara // Ivana Lazar, sopran - Krešimir Lazar, violončelo - Krešimir Has, čembalo // Iva Mihelić, sopran - Marko Đurakić, orgulje // Goran Končar, violina - Edmund Andler-Borić, orgulje // Pjevački zbor Srednje škole Petrinja - Dora Gazibara, dirigentica - Robert Jakica, orgulje
2016. – 10. Ars Organi Sisciae / Sisak, Sela, Martinska Ves, Petrinja
Roberto Antonello, orgulje - Michele Antonello, oboa (Italija) // Yuval Rabin, orgulje (Izrael) // Margareta Klobučar, sopran - Edmund Borić-Andler, orgulje // 
Muzička akademija Zagreb, orguljaška i komorna klasa red. prof. Ljerke Očić // Ivan Matarić, orgulje (Austrija) // HPD Slavulj Petrinja - Josip degl´Ivellio, dirigent - Nikola Cerovečki, orgulje
2017. – 11. Ars Organi Sisciae / Sisak, Sela, Martinska Ves, Petrinja, Voloder 
Antonia Dunjko, sopran - Branko Mihanović, oboa - Edmund Borić-Andler, orgulje // Martina Klarić, sopran - Mario Penzar, orgulje // Ágnes Sztahura, orgulje (Mađarska) // Nina Kobler, sopran, gitara - Milan Hibšer, orgulje // Ana Jembrek, sopran - Ljerka Očić, orgulje // Katedralni zbor Uzvišenja Sv. Križa - Jelena Blašković, dirigentica - Robert Jakica, orgulje
2018. – 12. Ars Organi Sisciae / Petrinja, Viduševac, Sisak, Martinska Ves, Sela 
Trio Seraphim // Camerata Garestin // Katedralni zbor Uzvišenja Sv. Križa - Jelena Blašković, dirigentica - Robert Jakica, orgulje // Musica Maxima: zvučna kupka - Gordana & Zorislav Šojat, video i art light // Erik Jan Eradus, orgulje (Nizozemska) // Margareta Klobučar, sopran - Silvio Richter, violina - Erik Jan Eradus, orgulje 
2019. – 13. Ars Organi Sisciae / Glina, Sisak, Petrinja, Sela, Martinska Ves, Voloder, Ivanić-Grad
Valentina Fijačko Kobić, sopran - Alen Kopunović Legetin, orgulje // Margareta Klobučar, sopran - Pavao Mašić, orgulje // Hrvatski barokni ansambl // Katarina Javora, orgulje - Krešimir Klarić, orgulje // Renata Bauer, orgulje (Slovenija) // Crkveni zbor župe Sv. Martina biskupa - Domagoj Sremić, orgulje // David Boos, orgulje (Austrija) // Katedralni zbor Uzvišenja Sv. Križa - Jelena Blašković, dirigentica - VA Milka Trnina Ivanić-Grad - Branka Bubalo-Paliska, dirigentica - Robert Jakica, orgulje
2020. – 14. Ars Organi Sisciae / Petrinja, Glina, Sela 
Trio Fiat Lux // Ante Knešaurek, orgulje // Projekt Lazarus // Margareta Klobučar, sopran - Alen Kopunović Legetin, orgulje // Zvonimir Marković, trombon - Hrvoje Trinki, orgulje
2021. – 15. Ars Organi Sisciae / Glina, Voloder, Hrvatska Kostajnica, Petrinja, Sisak
Matteo Ivan Rašić, tenor - Alen Kopunović Legetin, orgulje // Nikolina Pinko-Behrends, sopran - Katarina Kutnar, violina - Eva Kirchmayer Bilić, orgulje // Marin Zokić, truba - Elizabeta Zalović, orgulje // Deborah Hödtke, orgulje (Njemačka) // Johannes Zeinler, orgulje (Austrija) // Marta Schwaiger, sopran - Katarina Javora, orgulje

## Popratni programi
2007. – 1. Ars Organi Sisciae - Muzikološki skup: ""Hrvatska orguljaška baština" - Glazbena škola Frana Lhotke - Sisak
2008. – 2. Ars Organi Sisciae - Izložba "Sisak u Srednjoj Europi: Izgubljena orguljaška baština" - Klapa Kolapjani - Kuća Kovačević - Sisak
2010. – 4. Ars Organi Sisciae - Promocija nosača zvuka - Edmund Andler-Borić: "Mendelssohn, Brahms, Liszt, Reger" - Matica hrvatska - Sisak
2011. – 5. Ars Organi Sisciae - Ususret 5. Međunarodnom orguljaškom festivalu Ars Organi Sisciae - Narodna knjižnica i čitaonica Sisak // KUD Poculica Letovanić: Marijanski napjevi - Sisačka barokna sakralna baština u autentičnom glazbenom kontekstu - Kapela Svetog Ivana Krstitelja Drenčina // Otvorenje izložbe fotografija "Orguljaška baština Sisačke biskupije" - Pastoralni centar – Sisak
2014. – 8. Ars Organi Sisciae - Znanstveni skup „Orguljaška baština Sisačke biskupije“ - Veliki Kaptol - Sisak // Promocija nosača zvuka - Edmund Andler Borić: Sisačka orguljaška baština
2015. – 9. Ars Organi Sisciae - Predstavljanje 20 godina Šibenske ljetne orguljaške škole - Veliki Kaptol - Sisak // Promocija nosača zvuka - Pavao Mašić: Anđelko Klobučar "Skladbe za orgulje" 
2016. – 10. Ars Organi Sisciae - Predstavljanje Orguljaške radione Heferer - Veliki Kaptol – Sisak // Promocija nosača zvuka - Edmund Andler Borić: Orguljaška baština Sisačke biskupije
2017. – 11. Ars Organi Sisciae - Izložba Orgulje Heferer - Galerija Krsto Hegedušić – Petrinja // Promocija nosača zvuka - Edmund Andler Borić: Orgulje Sisačke biskupije – Voloder

## Vanjske poveznice
- Hrvatske udruge Ars Organi Sisciae
- Službene stranice Međunarodnog orguljaškog festivala Ars Organi Sisciae
- Službene stranice Hrvatske udruge Ars Organi Sisciae
- Facebook Ars Organi Sisciae
- YouTube Ars Organi Sisciae
- Google maps